# Yevgueni Maskinskov
Yevgeni Ivanovich Maskinskov (Mordovia, 19 de diciembre de 1930 – 25 de enero de 1985) fue un atleta soviético especializado en marcha atlética.
Participó en los Juegos Olímpicos de Melbourne de 1956 consiguiendo la medalla de plata.